# Serixiophytoecia vitticollis
Serixiophytoecia vitticollis är en skalbaggsart som beskrevs av Stefan von Breuning 1950. Serixiophytoecia vitticollis ingår i släktet Serixiophytoecia och familjen långhorningar.
Artens utbredningsområde är Sarawak. Inga underarter finns listade i Catalogue of Life.